# Elstar
Elstar ist eine Sorte des Kulturapfels (Malus domestica). Elstar wurde 1955 in Elst in den Niederlanden durch das Institut für gärtnerische Pflanzenzüchtung in Wageningen gezüchtet und 1972 ins Zuchtbuch eingetragen. Die Züchtung aus Golden Delicious und Ingrid Marie ist die Apfelsorte, die im Jahr 2012 in Deutschland am häufigsten angebaut wurde.

## Beschreibung
Der Name ist abgeleitet von der Versuchsstation in Elst. Elstar ist eine aromatische und sehr saftige, fein-säuerliche Apfelsorte mit weiß-gelblichem Fruchtfleisch. Aufgrund der starken Saftigkeit eignet sich Elstar besonders für Apfelstrudel und andere Rezepte von Apfelkuchen.
Bei langer Lagerung neigt die Sorte jedoch dazu, mehlig und mürbe zu werden.

## Anbau
Was Ertrag und Krankheits- und Schädlingsanfälligkeit angeht, ist Elstar vorteilhaft und vergleichsweise resistent. Dennoch ist er anfällig für Apfelschorf und stark anfällig für Mehltau und Kragenfäule. Die Neigung zu Alternanz ist oft nicht leicht zu beherrschen. Der Apfel bevorzugt kühlere Klimazonen.
Ernte ist von Anfang bis Ende September. Der Apfel benötigt nur eine kurze Wachstumsperiode, am Kühllager ist er bis etwa Ende November haltbar, am CA-Lager bis in den Februar. Elstar ist mit der Ernte sofort genussreif.
Laut den Daten des Statistischen Bundesamtes war Elstar 2022 mit weitem Abstand, die Sorte mit der größten Baumobstfläche von über 6.611 Hektar und damit 24,1 % aller Baumobstflächen von Tafelapfelsorten, gefolgt von Gala mit 9,6 %.

## Mutanten

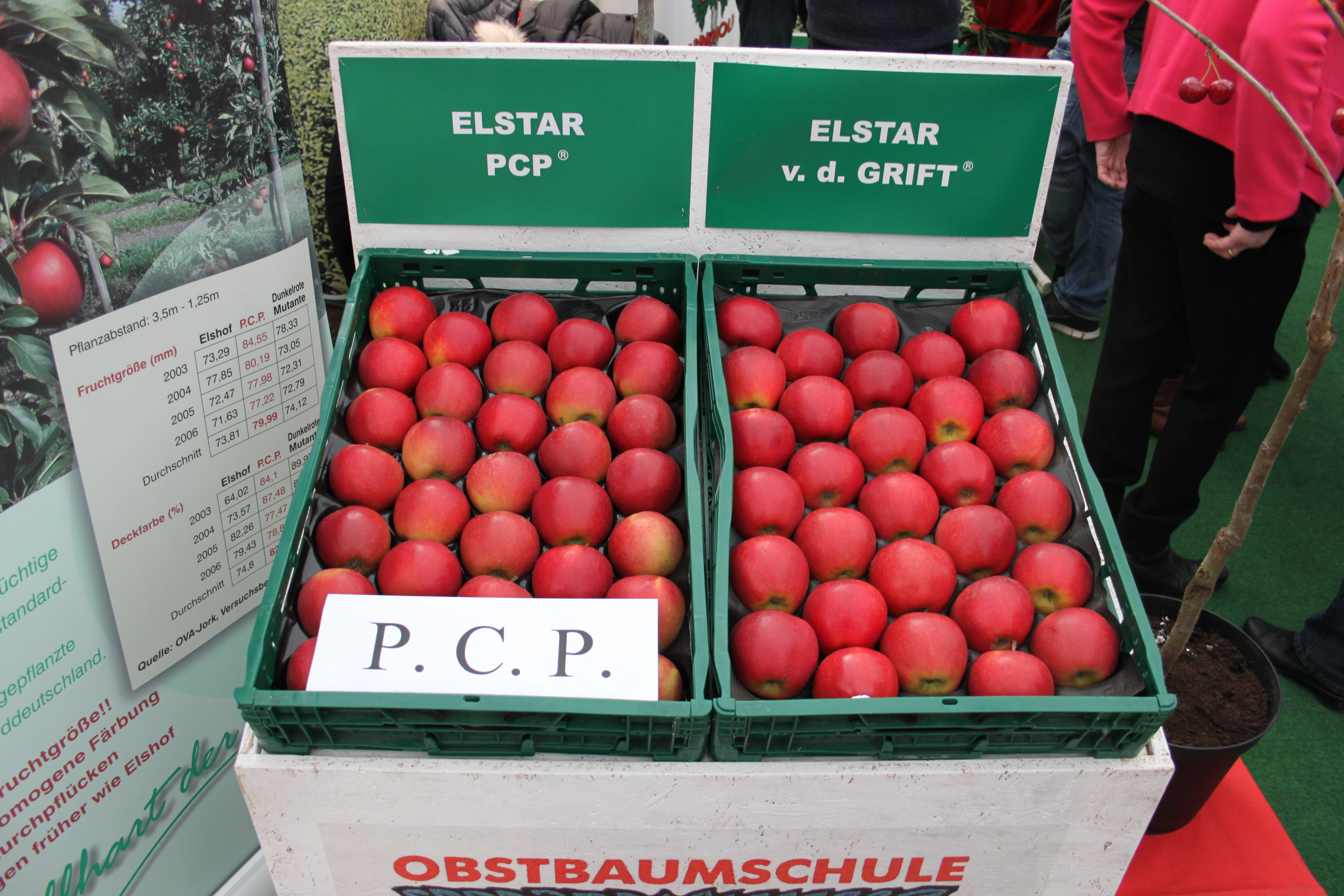
Rote Elstar-Mutanten P.C.P. und van der Grift

Die meistvermehrte rote Elstar-Mutante ist Elshof. Bei Neupflanzungen wird zunehmend P.C.P. (Peter und Christa Palm) eingesetzt.
Red Elstar und Elshof sind farbintensiver als die Grundform mit streifigen Übergängen, während Red Flame fast durchgehend rot ist. Diese werden vor allem unter Hagelnetzen angebaut.

## Allergien
Nach einer Studie des Deutschen Allergie- und Asthmabunds reagieren viele Apfelallergiker oft auf jüngere Apfelzüchtungen wie Elstar, Jonagold oder Golden Delicious mit allergischen Reaktionen wie Kribbeln und Anschwellen der Lippen und Jucken in Mund und Rachen. Im Extremfall kann es auch zu Atemnot und Asthmaanfällen kommen. Die Symptome zeigen sich besonders häufig bei Menschen, die auch auf Pollen von Birke, Erle und Hasel allergisch reagieren. Verantwortlich für diese sogenannte Kreuzallergie ist Mal d 1. Das Protein des Apfels ähnelt Bet v 1, einem Protein in Birkenpollen, so stark, dass das körpereigene Immunsystem die beiden Proteine nicht auseinanderhalten kann und daher zugleich mit einer allergischen Reaktion antwortet.

## In der Züchtung
Elstar wurde Ende des 20./Anfang des 21. Jahrhunderts vergleichsweise oft in der Züchtung schorfresistenter Apfelsorten verwendet. Durch die Kreuzung der Sorten Elstar und Priscilla entstand beispielsweise die neue Sorte Santana. Durch die Kreuzung mit einer Zuchtsorte in Frankreich entstand Dalinbel.
Anfang 2021 kam die neue Clubsorte Selstar auf den Markt. Sie wurde von der Hochschule Osnabrück in Zusammenarbeit mit der Charité und Elbe-Obst entwickelt. Selstar verfügt gegenüber herkömmlichen Elstar-Äpfeln über eine zehnfach erhöhte Menge des Spurenelements Selen, das für das menschliche Immunsystem wichtig ist. Außerdem soll das oben genannte Allergiepotenzial verringert worden sein. Bei Selstar handelt es sich um die Elstar-Mutante Red Flame mit veränderter Düngung (siehe auch Biofortifikation).

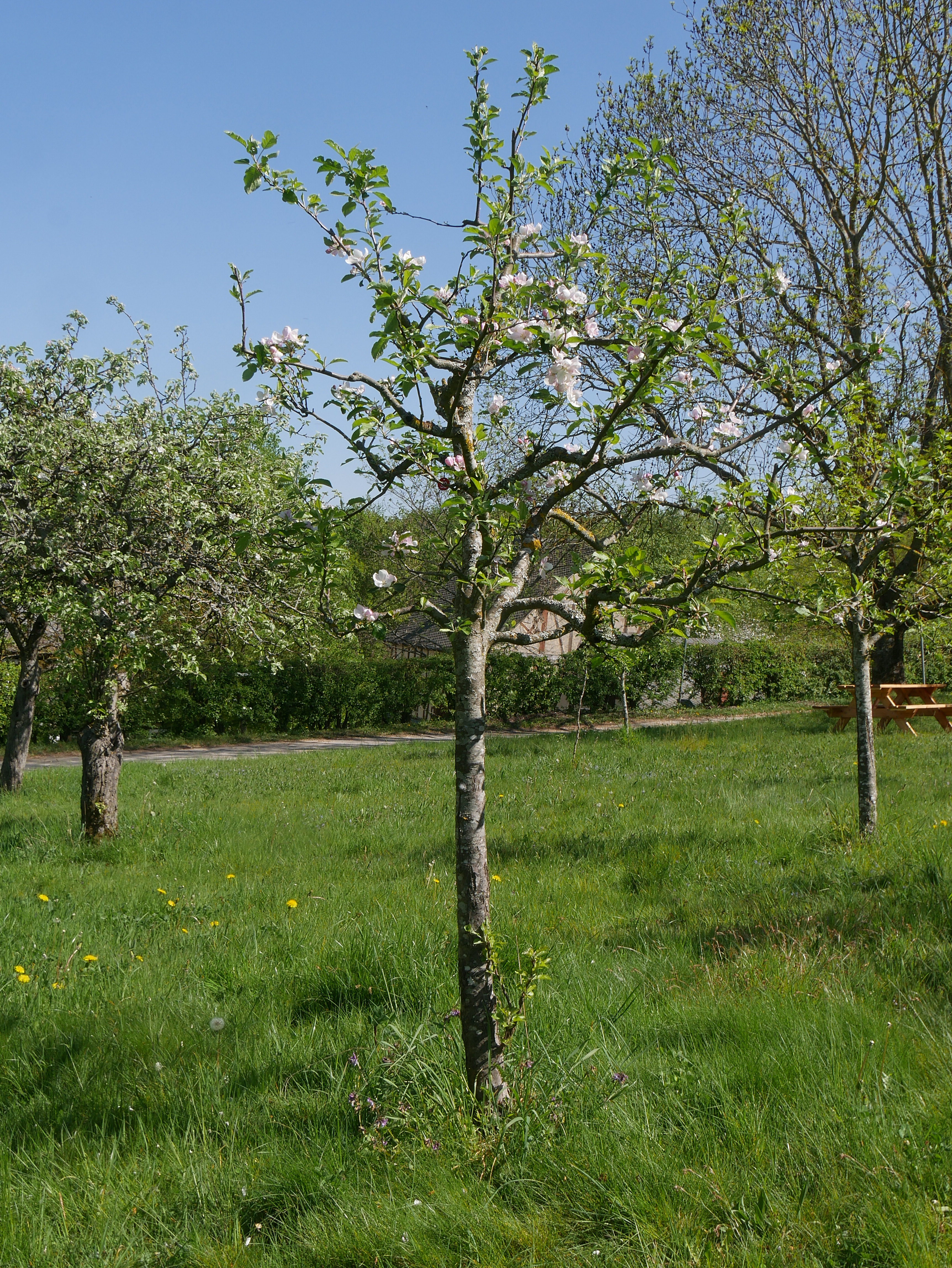
Ganzer Baum
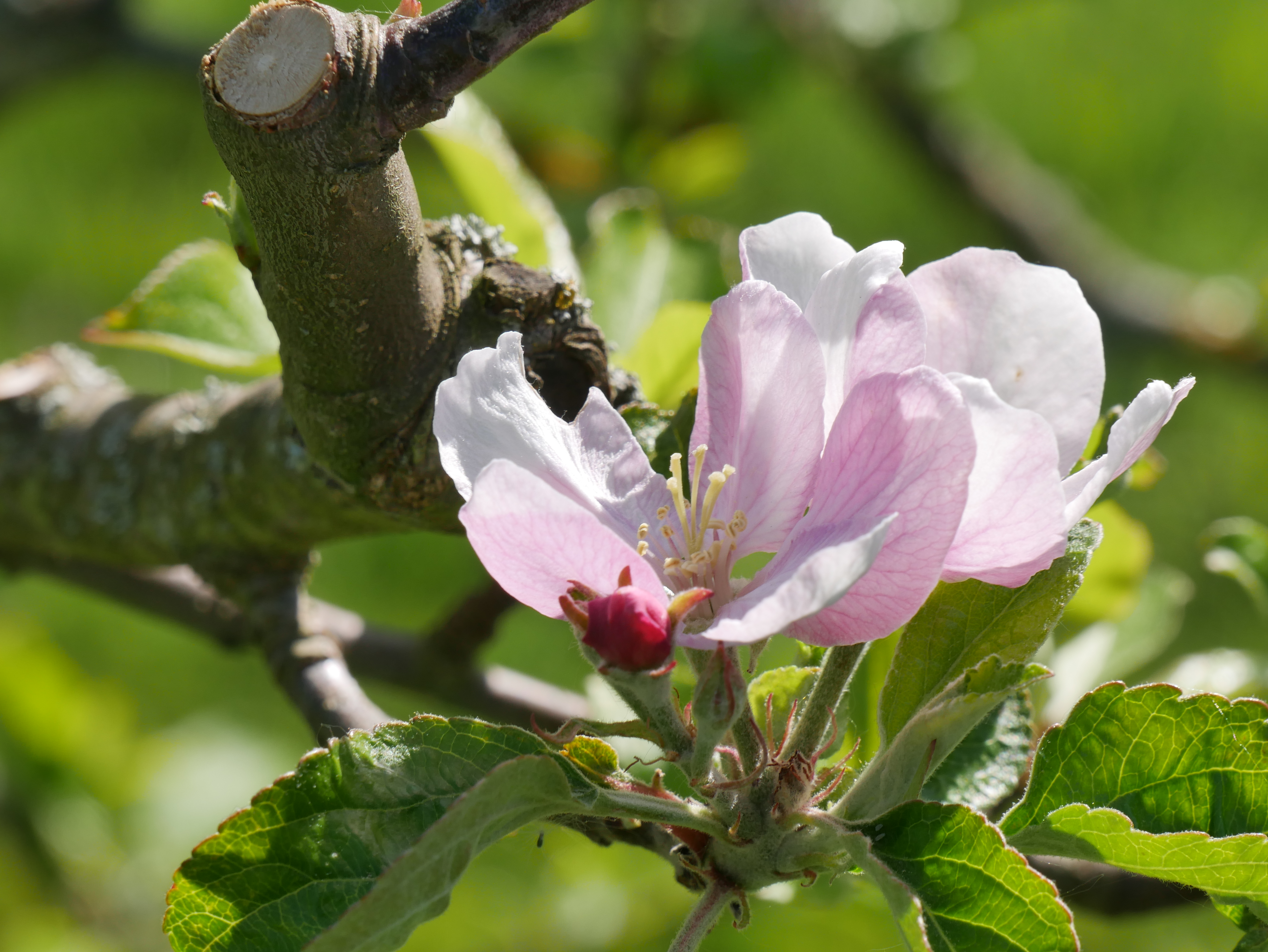
Blütenstand
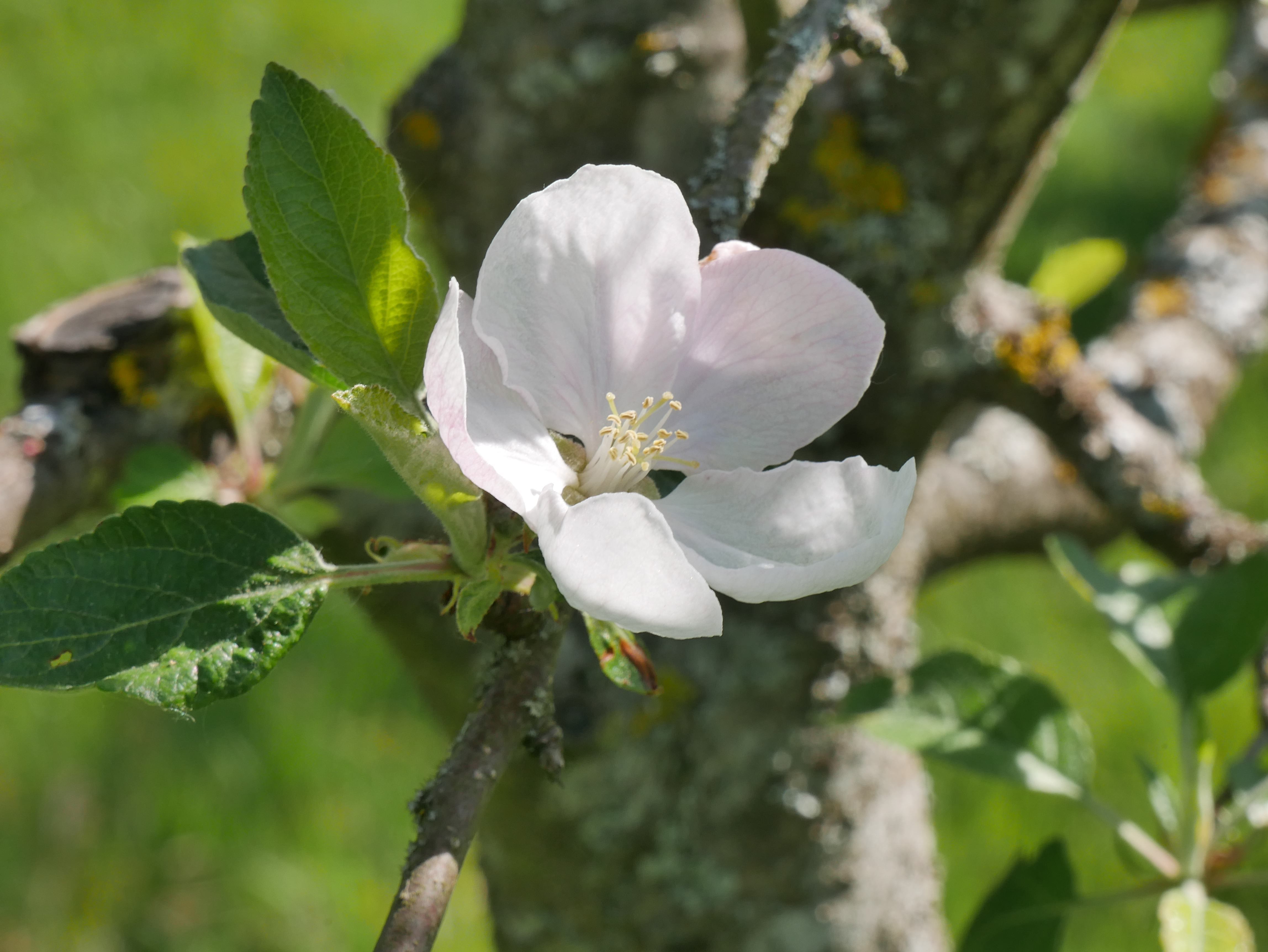
Einzelblüte
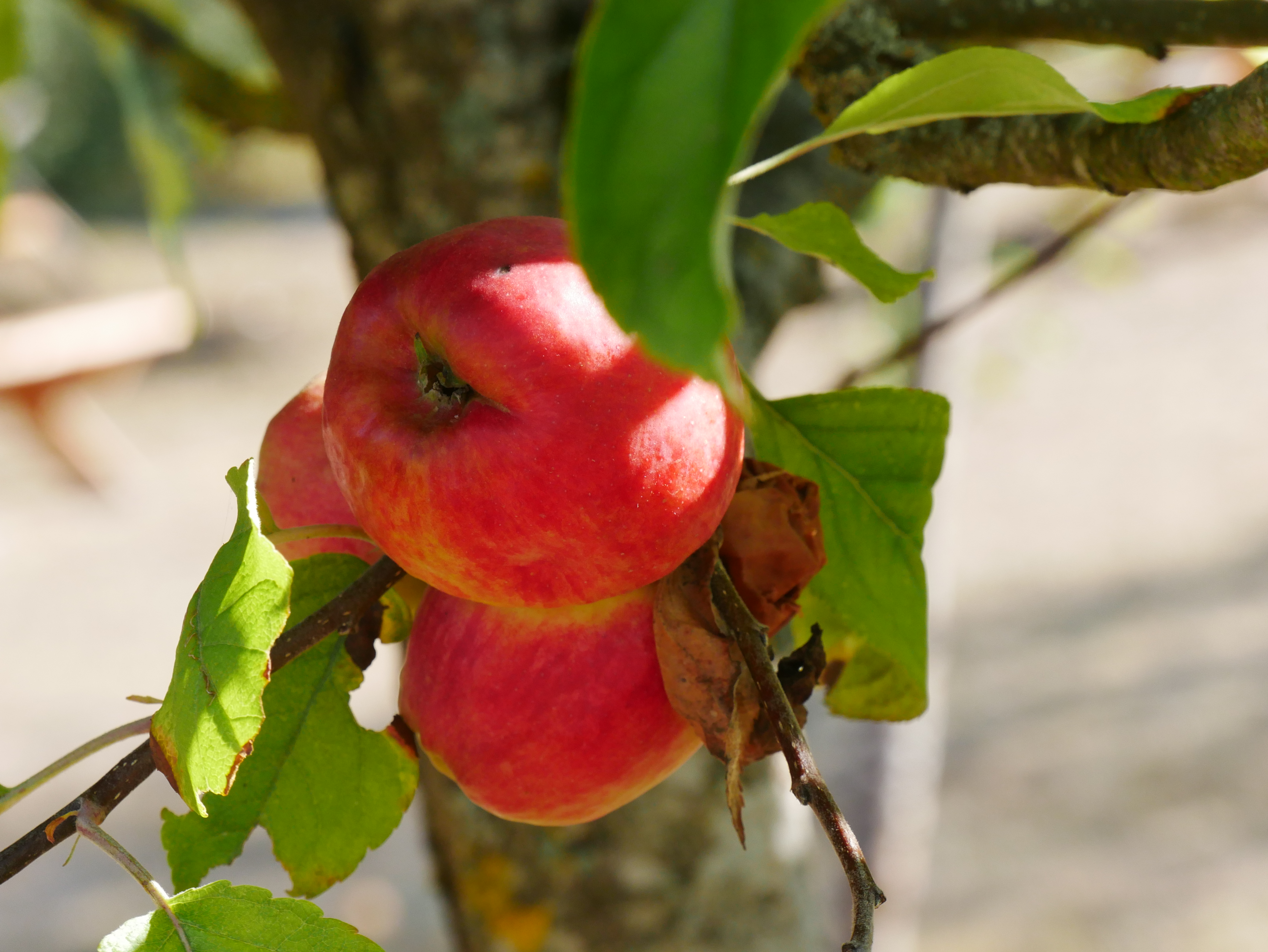
Frucht am Baum
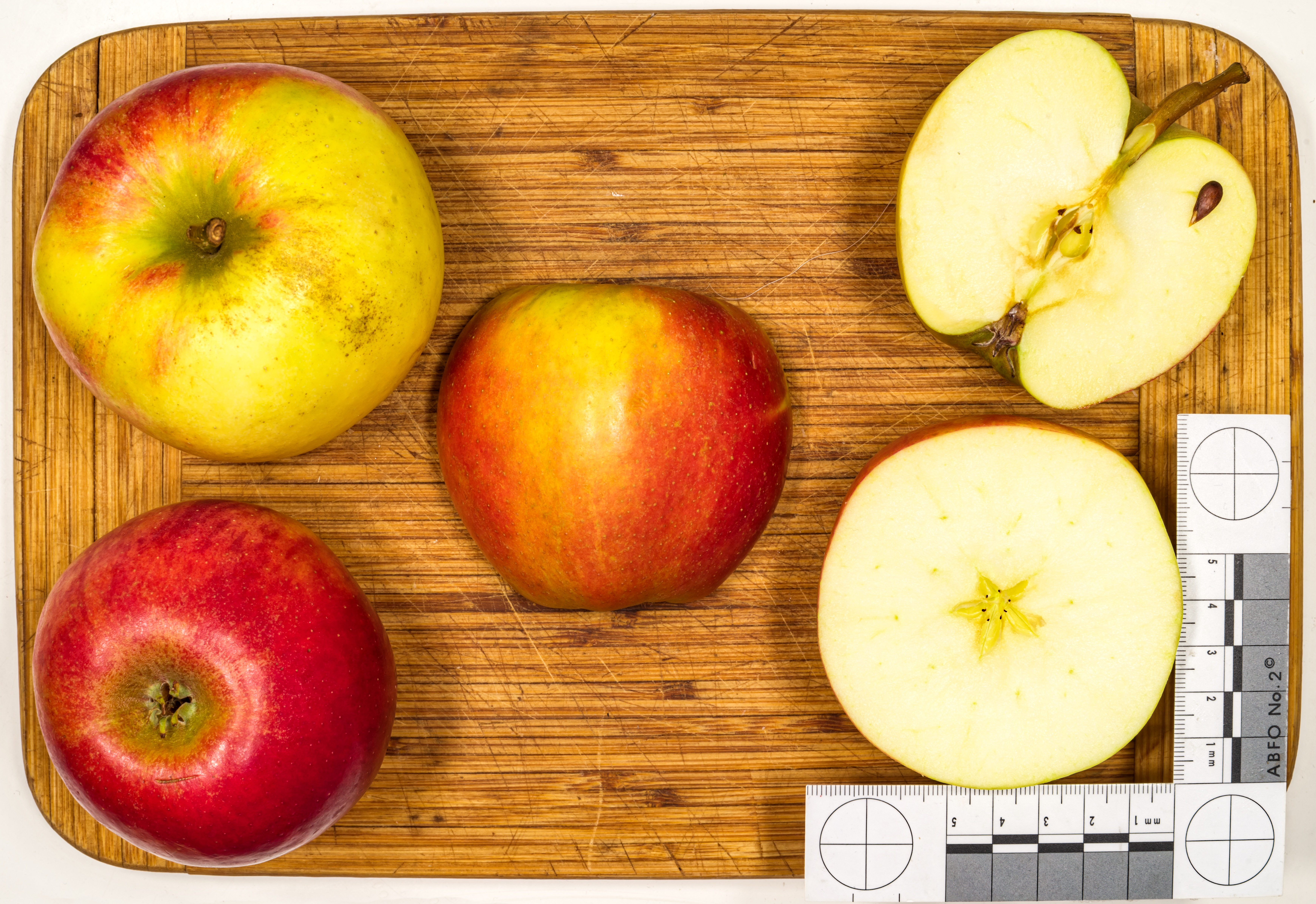
Ansicht der Frucht